# Аксуська селищна адміністрація
Аксу́ська селищна адміністрація (каз. Ақсу кенттік әкімдігі, рос. Аксуская поселковая администрация) — адміністративна одиниця у складі Степногорської міської адміністрації Акмолинської області Казахстану. Адміністративний центр та єдиний населений пункт — селище Аксу.
Населення — 3211 осіб (2021; 3779 у 2009, 5690 у 1999, 9587 у 1989).
Станом на 1989 рік існувала Аксуйська селищна рада (смт Аксу, села Байлюсти, Жанатобе). 1993 року утворено Аксуську селищну адміністрацію, колишнє село Байлюсти передано до складу Валіхановського сільського округу Валіхановського району. 2000 року було ліквідовано село Жанатобе, територія увійшла до складу Жалгизкарагайського сільського округу.